# Berry van Aerle
Hubertus Aegidius Hermanus "Berry" van Aerle (nascut el 8 de desembre de 1962) és un exfutbolista professional neerlandès que va jugar principalment com a lateral dret però també com a migcampista.
Jugador contundent, va ser conegut sobretot pel seu pas amb el PSV, on va ajudar a conquerir la Copa d'Europa de 1988. Internacional holandès durant cinc anys, va guanyar l'Eurocopa de 1988.

## Carrera de club
Nascut a Helmond, Brabant Septentrional, van Aerle va passar 13 anys amb els gegants de l'Eredivisie PSV Eindhoven, ajudant-los a aconseguir cinc lligues. Durant la major part del seu període, també va jugar com a migcampista defensiu, ja que l'espai de lateral dret va estar ocupat pel veterà belga Eric Gerets; Per cert, l'neerlandès va estar un any en aquest país, cedit al Royal Antwerp FC.
Van Aerle va jugar tota la final de la Copa d'Europa 1987-88, guanyada als penals contra el SL Benfica després d'un empat 0-0. "No va ser un partit especialment bo, amb els dos equips molt prudents, però va ser emocionant fins al final i una tanda de penals tensa. No importa com el guanyis, sempre que ho facis. Ara nosaltres" està als llibres d'història per sempre: vam aixecar aquest trofeu", va dir van Aerle a Berend Scholten a UEFA.com. Després que Gerets es retirés l'any 1992, va començar a fer front a diverses lesions però tot i així va aconseguir aparèixer amb regularitat, recollint més de 300 aparicions generals fins a la seva marxa; també va ser un dels cinc jugadors europeus que va aconseguir la proesa de guanyar quatre competicions, tres amb el seu club i una amb la selecció nacional, el mateix any, els altres van ser els seus companys Hans van Breukelen, Wim Kieft, Ronald Koeman i Gerald Vanenburg.
Finalment, van Aerle es va retirar del joc després d'una sola temporada amb l'Helmond Sport de la ciutat natal. Després de treballar com a carter a la seva ciutat natal, va tornar al PSV, on va exercir diverses funcions (vistaire de talent, coordinador de simpatitzants).

## Carrera internacional
Van Aerle va guanyar el seu primer partit amb els Països Baixos el 14 d'octubre de 1987. A l'Eurocopa de la UEFA de l'any següent, va ser titular indiscutible, ja que la selecció va aixecar el seu primer trofeu continental, a Alemanya Occidental (tots els partits i minuts).
En total, van Aerle va participar en 35 partits en exactament cinc anys, sent també seleccionat per a la Copa del Món de la FIFA de 1990 i l'Eurocopa de 1992. Durant aquests anys, va formar una associació de lateral eficient amb Adri van Tiggelen, també el seu company de club a principis dels anys 90.

## Palmarès

### Club
PSV
- Eredivisie: 1985–86, 1987–88, 1988–89, 1990–91, 1991–92
- Copa KNVB: 1987–88, 1988–89, 1989–90
- Johan Cruijff Shield: 1992; Subcampió 1991
- Copa d'Europa: 1987–88

### Internacional
Països Baixos
- Campionat d'Europa de la UEFA: 1988